# Gyergyócsomafalva
Gyergyócsomafalva (románul Ciumani) falu Romániában, Hargita megyében, Gyergyócsomafalva község központja.

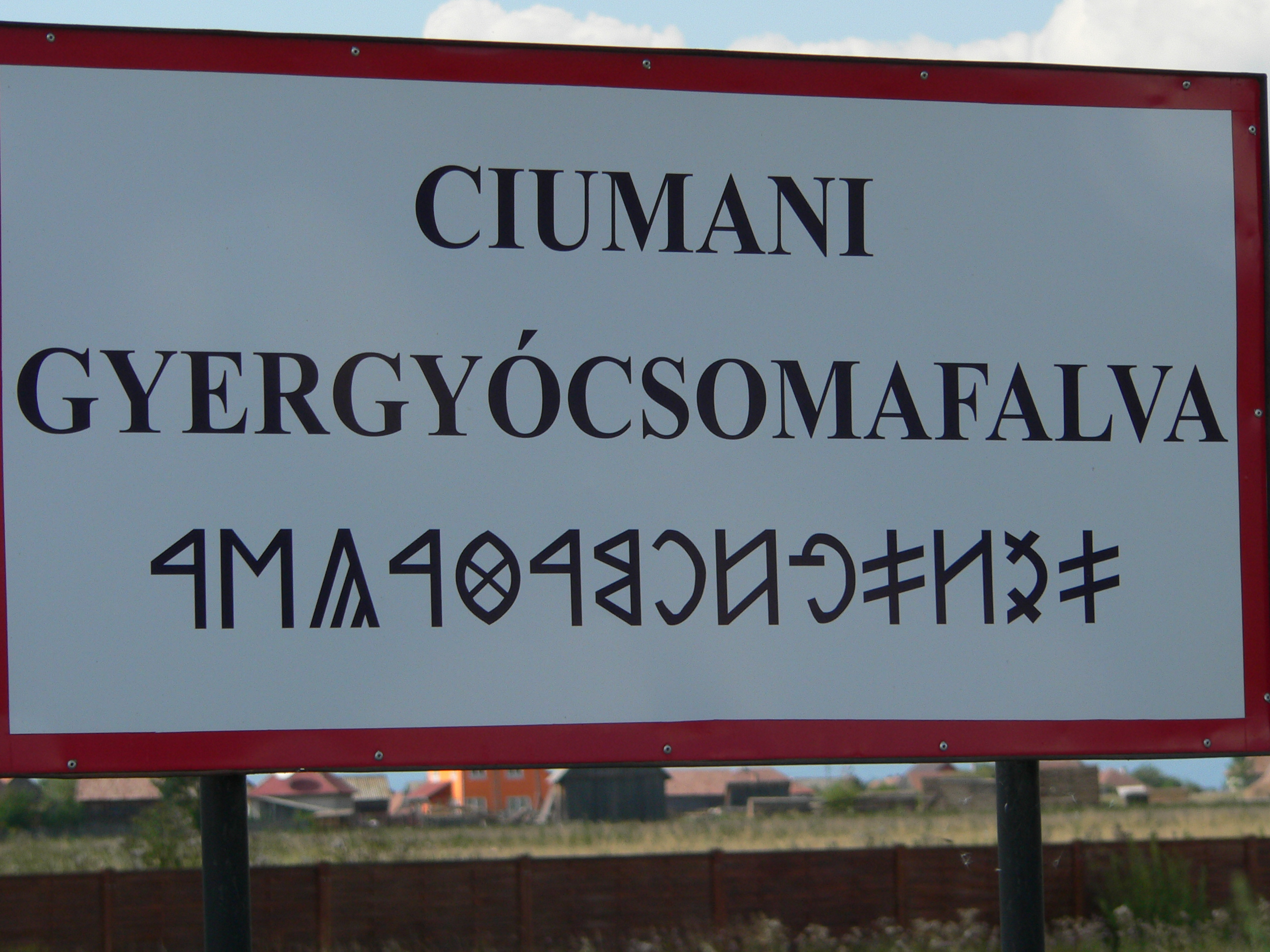
Gyergyócsomafalva helységnévtáblája

## Földrajza

### Fekvése
Gyergyószentmiklóstól 9 km-re délnyugatra a Nagy-Somlyó-patak Marosba ömlésénél fekszik.
Gyergyócsomafalva Erdély keleti, Székelyföld északi, Hargita megye középső részén terül el. Tengerszint feletti magassága: 745–775 m.
A falu a Gyergyói-medence DNy részén, a Görgényi-havasokat és Hargita-hegységet összekötő Délhegy lábánál, a Maros két oldalán fekszik.

### Határai
Szomszédos települések: Gyergyószentmiklós (ÉK), Gyergyókilyénfalva (K), Gyergyóújfalu (K és D), Székelyvarság (DNy), Borzont (É) és Gyergyóalfalu (É és Ny).

### Területe
A község összterülete: 9683 ha, amiből 5512 ha mezőgazdasági (1419 ha szántó, 1117 ha legelő, 2976 ha kaszáló), 3829 ha erdős, 35 ha vizek, 149 ha utak, 147 ha belterület, 11 ha terméketlen terület.

### Megközelítés
Nyugat felől, Parajd irányából, a 13B jelzésű országúton, átkelve a Bucsin-tetőn, Gyergyóalfalu központjában jobbra vagyis déli irányba kell indulni a 126-os megyei úton, és 3 km után Csomafalva központjába érkezünk.
Észak felől, Maroshévíz irányából, a 12-es országúton, a Maros-völgyén haladva, Gyergyószárhegynél jobbra vagyis déli irányba kell indulni a 126-os megyei úton. Alfalu érintésével lehet Csomafalvára érkezni.
Dél felől, vagyis Csíkszereda irányából a 12-es országúton, az Olt-völgyén haladva, Tekerőpataknál balra vagyis déli irányba kell indulni. Kilyénfalva és Újfalu érintésével lehet Csomafalvára érkezni. Gyergyószentmiklósról, Alfalu (9 km) vagy Tekerőpatak (12 km) irányából közelíthető meg Csomafalva.

### Domborzat, geomorfológia
Csomafalva területén kétféle felszín van jelen:
- hegyoldalak és völgyek (Görgényi-havasok)
- hordalékkúpok és periglaciális hegylábi lejtők (Gyergyói-medence, Hegyalja)

Csomafalva területén húzódik a Görgényi-havasok déli szakasza, mely hegygerinc a Bucsin-tetőtől a Sikaszó-szorosig 1000 m magas. A hegytömb felszínén változatos kráterek, szélein pedig lávafennsíkok figyelhetők meg. A Délhegy kúpja 1694 m magasságával és két tekintélyes kráterével (Délhegy-kráter / átmérő: 2 km, és Fűrészen-pataka kráter / átmérő: 2,5 km; mélység: 250–300 m) a legimpozánsabb hegytömb, és a község szimbóluma.
Az 1576 m magas Nagy-Somlyó-kúp (Solymos), tetejében a Hegyeskővel, és két kisebb járulékos kúppal: Kissomlyó-hegy (1531 m) és Somlyó mezeje (1552 m), krátere eléri a 4 km-es átmérőt és a 300–400 m mélységet.
A Délhegy kúpját a Somlyó-kúptól egy 1401 m magas nyereg választja el.
Az idő és a külső hatások révén a Délhegyből egy nagy darab sziklatömb – a Várkő kivételével – alig maradt fenn. A Délhegy északi lábánál megjelennek a hordalékkúpok és hegyaljai periglaciális alakzatok egyenes lejtői.
A község területének 40%-át képező keleti Nagymező magán viseli a tektonikus, vulkáni torlasz minden jellemzőjét.
A folyóvízi üledékek alatt, jórészt a Maros vonalában törésvonal húzódik, a keleti hegyvonulatot (Gyergyói-havasok) alkotó kristályos kőzetekből álló talapzat, és a nyugati hegytömb (Görgényi havasok) neogén eruptív kőzeteiből felépülő vulkanikus tömeg között.
A Maros és mellékágai érterületének magassága 1–3 m, szélessége 800–1200 m. Ez nemrég mocsaras-lápos terület volt.

### Természeti kincsek
A Görgényi-havasok felépítésében megtalál-hatók a piroxén-, valamint a zöldes- és barna amfibol andezitek.
A vulkanikus utóműködés nyilvánvaló példái, a Csomafalván található számos borvízforrás.
A legfőbb természeti kincs, a fenyőerdő. Emellett megemlítjük, hogy az andezitnek jelentős az aranytartalma (Aranyász), ugyanakkor vasérctartalék is létezik (1642-ben említett vashámor).
Nem jelentéktelen Csomafalva épület- és törmelékkő forrása sem.

### Éghajlat
A vizsgált terület beilleszkedik a mérsékelt kontinentális keretbe. Az ország leghidegebb övezete a Gyergyói-medence, pontosabban az Alfalu és Csomafalva közötti szűk határövezet, amely a Bucsin-tető és a Pongrác-tető közötti léghuzat egyenes vonalába esik, ezért is oly gyakoriak itt a hófúvások.
Évi átlagos hőmérséklet: 4,8 °C. Fagy pont alatti napok száma évente: 120.
Hőmérsékleti maximumok: +32 °C (1979. augusztus 12.), -38 °C (1963. január 18.).
Gyakori a ködképződés. A lehullott csapadék (eső, hó) évi átlaga: medencei részben 580 mm, hegyvidéken 800 mm. A hóréteg vastagsága átlagosan 14–15 cm, de a hegyekben eléri a 40–50 cm-t is.
Csomafalva légterében leggyakoribbak a nyugati és északnyugati szelek. Ritkák a nagyobb erejű szelek, de akadnak mérsékelt égövi ciklonok is. Gyakoriak a nyári zivatarok, széllel és néha jégesővel. A szárazság ritka jelenség (például 1946–1947).

### Vízhálózat
A település legfontosabb folyóvize a Maros. A Fekete-rez-hegységből (Nagyhagymás) ered. Vízrajzi szempontból Csomafalva a Felső-Maros-völgyéhez tartozik. A község területének Délhegy felőli nagyobb részét átszelik a Fekete-Erdőből (1538 m) eredő patakok tucatjai, amelyek végül három nagyobb vízfolyásba egyesülnek: Mihály pataka, Szeder pataka, Nagy-Somlyó.
A mellékágak hossza 3–20 km között váltakozik. Északkeleten egyetlen vízfolyás van: a Sáros patak, az Inceloka, Enke és Völgy csak időszakos folyásúak.
A Maros többévi átlagos hőmérséklete 7 °C. A vizeket decembertől márciusig jég borítja. A '80-as évek derekán hozzákezdtek a Felső-Maros medrének szabályozásához. Ezzel, sajnos, hihetetlen károkat okoztak a gyönyörűen kígyózó Maros-völgyben, és meghatványozták az árvízveszélyt.
Őseink a Marost gyakran használták tutajozásra, a fa leszállítására, egészen Szegedig vagy éppenséggel Belgrádig is.
Az „Árokhídjánál” 1980-ban szivattyúállomást építettek, ipari víz szolgáltatása céljával. 1986-ban elkezdődött a Somlyó vízének ivóvíz-rendszerű hasznosítása.
A község területén 86 borvízforrás és kút volt valaha. Ezek egy része ma is működik. Híresek voltak a Töltési-, a Honcsok utcai (Csonka Kati „küpüje”) és a Maroshíd alatti források. Valaha két borvízfürdő is működött. Az Inczelokában létező mofetták gyógykezelésben való hasznosítása komplex kutatást igényel. A csatornahálózat ásásakor a kutak egy része „elromlott”, beszennyeződött.

### Talaj
Csomafalva területén változatos talajrétegek alakultak ki az idők folyamán. A Maros és patakok árterületein ártéri és öntéstalajok, a hordalékkúpokon agyagbemosódásos barna, lúgos és iszapos talajok, a hegyek lejtőin fekete, de nem humuszos és kevésbé lúgos barna talajok, a magas hegyvidéken erdő alatti talajok vannak.
A talajok többsége közepes vagy gyenge termőképességű.

### Növényvilág
Csomafalva területe a tobozos erdők övezetéhez tartozik. Az erdők nagy része lucfenyőből (Picea excelsa) áll. Megtalálható továbbá a vörösfenyő (Larix europea) és a fehérfenyő (Abies alba).
A község délnyugati részén van egy kis vegyeserdő-folt is, amelynek fő alkotója a európai bükk (Fagus silvatica) és a lucfenyő.
Az erdei tisztásokon nő az erdei madársóska, a harangvirág, a hölgypáfrány. Előfordul még: a pirosbodza, fekete lonc, veres ribiszke, szagos müge, kutyatej, erdei- és veres csenkesz.
Havasalji növényfajták: szőrfű, firuca. Törpe fűzek és cserjék: kecskefűz vagy rakottya, fekete- és vörös áfonya. A kiírtott lucfenyőerdők helyén megjelenik a rakottyás, borsikafű és a málnavész.
A kaszálókon gyakori a hölgymál több fajtája is, közöttük az Akadán dombján felfedezett ritka délhegyi hölgymál (Hieraciumn delhegyense).
Mocsarak növényei: káka, sás, nád.

### Állatvilág
A fenyőrengetegek a gazdag vadállomány paradicsomának számítanak. Az emlősök közül itt megtaláljuk a barna medvét (Ursus arctos), a farkast (Canis lupus), a kárpáti szarvast (Cervus elaphus Carpathicus), ritkábban a hiúzt (Lynx linx) és a vadmacskát (Felis silvestris).
A madarak közül megtalálható: a siketfajd, a fakopáncs, a kakukk, az erdei pinty, a hegyi billegető, a fülesbagoly.
A fenyvesek alján előfordul néhány hüllőfaj is: a közönséges vipera és az erdei gyík.
A vegyes erdőkben és tisztásokon él az őz (Capreolus capreolus), a vaddisznó (Sus scrofa), a róka (Canis vulpes), a rágcsálók közül pedig a mókus (Sciurus vulgaris fuscoater).
Gyors és tiszta vizű hegyi patakok halban gazdagok. Ezekhez a körülményekhez leginkább a hegyi pisztráng alkalmazkodott, de a vizekben megtalálható a vízisikló és a márna is.

## Nevének eredete
Neve a régi magyar Csoma személynévből ered.
- 1567: Chyomaffalwa (pápai regestrum)
- 1609: Gyergyócsomafalva
- 1839: Tsomafalva
- 1857: Gyergyó Csomafalva
- 1873: Csomafalva
- 1880: Gyergyó-Csomafalva
- 1920: Ciomafalău
- 1930: Ciumani
- 1940: Gyergyócsomafalva
- 1990: Gyergyócsomafalva

## Története
A szájhagyomány szerint a csomafalvi Várhegyen ősi vár lehetett, rabonbánok sasfészke, mint a székelyek fennmaradásának százados bizonyítékai.
A település Hunyadi János korában (15. század közepe) keletkezhetett. Az első tanya a Farkasdombon volt, melynek tulajdonosa Inger János, majd a háromszéki Kőrösről (ma Csomakőrös) származó Csoma Ferenc. A település róla kapta a nevét.
Orbán Balázs a „Samu” névből eredezteti a falu nevét, de Rokaly József ezt megcáfolja „Gyergyócsomafalva monográfiája” című kötetében.

### Alapítása
A Gyergyói-medence települései a 13. század elején létrejöttek. Az 1332-es pápai tizedjegyzék már említi Alfalut, Szentmiklóst, Szárhegyet, és Újfalut (akkori nevén Katorzsa).
Az 1567-es pápai regestrum először említi a települést, Chyomaffalwa néven. Ekkor 15 portával és kb. 200-300 lakossal rendelkezett. Egyházilag Alfalu filiája volt. A falu legrégebben kialakult részei: Farkasdomb, Inczeloka, Főút központi része és a későbbi Csata-kert, Dávid-domb, Huszár utca, a templom környéke (Alszeg, Déllő, Szoros és Szentmiklósi utcák / Korpos szege).
1567-ben az alfalvi származású István pap vezetésével kezdődött a Csíksomlyói búcsú, illetve ekkor említik először Ditrót, Remetét és Tekerőpatakot.
1609-től jelenik meg a Gyergyócsomafalva elnevezés (1610-ben 36 kapu van).

### Az erdélyi fejedelemség kora (1567–1691)
A falu területét erdőirtással és mocsarak lecsapolásával növelték. Fokozatosan alakult ki a „nyílföldek” rendszere.
1596 elején zajlott a „véres farsang”, melynek során Apafi Miklós seregei lemészárolták Újfalu, Csomafalva, és Alfalu lakosságának jó részét, a házakba menekülőkre pedig rágyújtották a szalmafedelet.

A csomafalvi Vashámorban 1642-ig „vasat futtak”., tehát vasmosató hely volt (Hámori oldal v. Haba István hámora).
1643-ban Csomafalván nemes, lófő, puskás gyalog személyek élnek, tehát kizárólag székelyek. 1647-ben 78 családot tartanak számon. 1655-ben II. Rákóczi György a havasalföldi hadjárat után 8 csomafalvi hadfit tüntet ki lófőségi címmel.
II. Rákóczi György 1657-es vesztes lengyelországi hadjárata után, a tatárok sok erdélyi foglyot ejtenek. A csomafalvi Imreh György Kréta szigetén raboskodott. A többszöri pestisjárvány és éhezés mellett, 1658–1662 között a török-tatár dúlások ritkították Erdély, Székelyföld és Gyergyó népét (1658 – Tatárdomb, a gyergyói székelyek győzelme).
A Bécs ellen indított ostromban, a Porta oldalán (1683–1686), Both Mihály lovas századában 38 csomafalvi harcolt, akik közül 5 a harctereken halt meg.
Legrégebbi családnevek Csomafalván: Csoma, Dávid, Farkas, Incze, Nagy, Borsos, Tőke, Albert, Benedek, Lázár, Köllő, Dorgó, Simó, Domokos, Ráduly, Huszár, Elekes, Ambrus, Alszegi, Madarász (1604-ig).

### A Habsburg uralom kora (1691–1848)
A császári adóterhek miatt egész Székelyföld és Csomafalva csatlakozott a kuruc szabadságmozgalomhoz.
Az 1704-es katonai lustrák szerint a II. Rákóczi Ferenc vezette kuruc szabadságharcban, a solti táborban 28 csomafalvi katona neve jelenik meg. Idehaza, a Gyergyói falvakban is pusztítottak a labanc hordák, ehhez társult még egy moldvai tolvaj szabadcsapatának fosztogatása Alfalu és Vasláb között (tehát Csomafalván is). A császáriak kegyetlenkedéseinek emlékét őrzik egyes helynevek: a mai Határ-kapunál az Akasztófa-hely, és a „Kén úttya” (Kín útja).
1708-ban pestisjárvány pusztított Gyergyóban.
A Rákóczi-szabadságharcot követően Gyergyó falvaiba is berendezkedett a császári hatalom (1712–1740). 1728-ban épül fel Csomafalva első temploma (addig egy kis fatornyú kápolna létezett) és 1730-ban egyházilag önállósul Gyergyóalfalutól. Az önálló Csomafalva első plébánosa: P. Tóbi Mihály (1730-32).
1711–1762 között a székelyek katonai szolgálatot nem teljesítettek. 1762-től elkezdődött a székely falvak fiatal és életerős férfiainak erőszakos besorozása. 1763. december 1-jén Csomafalván verbuváltak. 1763. december 18-án, a gyergyószentmiklósi örmény templomban és udvarában sor került a 4 gyalogos és 1 lovas század felállítására és a zászlószentelésre. A székelység ellenállása végül az 1764. január 7-i Madéfalvi veszedelembe (SICULICIDIUM) torkollt.
1793–1815 között a francia háborúk során, német földön több csomafalvi katona is elesett (a csíki gyalogezred tagjai).
A korábban kialakult Szászfalu 1773-tól, fokozatosan egybenő Csomafalvával, később alakul ki a Somlyóvölgyi rész, a Kosza is.

### Az 1848–49-es szabadságharc
A csomafalviak, akárcsak az egész székelység egy emberként állt ki a magyar forradalom mellett, hiszen ekkor már 84 esztendeje sínylődött a kényszer katonai szolgálat és a gyarmati elnyomás alatt. A szabadságharcban végül Csomafalváról 216 tiszt és honvéd vett részt, akiknek a neve a Hősök Emlékművén díszeleg 1993 óta.
1878-ban, Egyed Pál plébános ideje alatt fejezték be az új, jelenleg is álló plébániatemplom építését.

### 20. század
Az első világháborúban 174, a másodikban pedig 88 hősi halottja volt a községnek, de a fogságba esettek és az eltűntek száma ennél jóval nagyobb.
1920-ban, a trianoni békével Csomafalva is román fennhatóság alá került. A két világháború között hősies küzdelem folyt az anyanyelvű oktatás megvédéséért (Török Ferencz plébános, 1929 – Szilágyi iskola építése, 1933 – Templomgömb-diverzió a román hatalomtól).
Az 1946 után berendezkedő kommunista rezsim nagyon megkeserítette a község életét (kuláküldözések, erőszakos kollektivizálás, kényszer munkaszolgálat, beszolgáltatások stb.)
Az 1989-es rendszerváltás egyfajta megújulást, de ugyanakkor társadalmi feszültségeket is hozott Csomafalvára.

## Kulturális életéből
A községnek mozgalmas kulturális élete van, melynek egy részét a Borsos Miklós emlékházban, míg másokat a Művelődési Házban bonyolítanak le.
Érdemes megtekinteni a csomafalvi iskolások sóvidéki táncait, de ezen kívül más szép magyar táncokat szoktak bemutatni.

## Lakossága
1567: 15 kapu (kb. 150 fő)
1616: 55 család (kb. 230 fő)
1750: 110 családfő és további 20 felnőtt (kb. 460 fő)
1823: 1220 fő
NEMZETISÉG SZERINT IS (zárójelben):
1850: 2081 fő (1876 székely + 61 magyar, 127 román, 17 egyéb)
1880: 2687 fő (2635 székely + magyar, 48 román, 4 egyéb)
1890: 2824 fő (2800 székely + magyar, 2 román, 22 egyéb)
1900: 3191 fő (3191 székely + magyar)
1910: 3917 fő (3894 székely + magyar, 1 román, 2 német, 20 egyéb)
1920: 3827 fő (3696 székely + magyar, 123 román, 4 zsidó, 4 egyéb)
1930: 4377 fő (4283 székely + magyar, 65 román, 25 cigány, 4 egyéb)
1941: 4932 fő (4896 székely + magyar, 1 német, 35 cigány)
1956: 4848 fő (4837 székely + magyar, 2 román, 2 német, 7 cigány)
1966: 4812 fő (4758 székely + magyar, 8 román, 1 német, 21 cigány, 24 egyéb)
1977: 5166 fő (5090 székely + magyar, 19 román, 57 cigány)
1992: 4817 fő (4797 székely + magyar, 17 román, 3 német)
2002: 4493 fő (4460 székely + magyar, 20 román, 4 német, 9 cigány)
2011: 4334 fő (4320 székely + magyar, 13 román, 1 német)
VALLÁS SZERINT IS (zárójelben):
1850: 2081 fő (1954 római katolikus, 127 görögkatolikus)
1857: 2015 fő (1882 római katolikus, 119 görögkatolikus, 5 református, 9 egyéb)
1869: 2491 fő (2333 római katolikus, 158 görögkatolikus)
1880: 2687 fő (2538 római katolikus, 138 görögkatolikus, 11 egyéb)
1890: 2824 fő (2693 római katolikus, 129 görögkatolikus, 1 egyéb)
1900: 3191 fő (3081 római katolikus, 109 görögkatolikus, 1 református)
1910: 3917 fő (3811 római katolikus, 70 görögkatolikus, 19 református, 1 ortodox, 2 evangélikus, 14 izraelita)
1930: 4377 fő (4311 római katolikus, 49 görögkatolikus, 4 református, 8 ortodox, 3 baptista, 2 egyéb)
1941: 4932 fő (4913 római katolikus, 3 görögkatolikus, 11 református, 4 evangélikus, 1 unitárius)
1992: 4817 fő (4746 római katolikus, 1 görögkatolikus, 41 református, 17 ortodox, 1 evangélikus, 7 unitárius, 3 pünkösdista, 1 egyéb)
2002: 4493 fő (4401 római katolikus, 2 görögkatolikus, 60 református, 19 ortodox, 10 unitárius, 1 egyéb)
2011: 4334 fő  (4246 római katolikus, 1 görögkatolikus, 64 református, 10 ortodox, 8 unitárius, 2 baptista, 1 advenista)

## Helyi önkormányzata

### 1990
1990. január 14. – Nemzeti Megmentési Front Helyi Tanácsa Falugyűlésen választották meg ezt a testületet.
- elnök – Székely Árpád,
- alelnök – Páll Zoltán és Szilágyi Jakab,
- titkár – Domokos Lajos,
- tagok – Szilágyi Géza, Köllő László, Simon János, Czirják Sándor, Erőss Vencel, Domokos Péter, Bartalis Pongrác, Lukács József, Ambrus Miklós, Csata Emil, Hajdú-Balogh Rezső.

Ez a testület nevezte ki a Polgármesteri Hivatal vezetőit:
- polgármester – Domokos András,
- titkár – Mogyorós Csaba,
- tagok – Ambrus Árpád (Főúti), Miklós Tibor és Sövér Antal.

1990. március 13-án A Nemzeti Megmentési Front Helyi Tanácsa átalakult a Nemzeti Egység Ideiglenes Helyi Tanácsává.
Összetétele:
- elnök – Bartalis Pongrác,
- alelnök – Páll Zoltán és Domokos Lajos,
- titkár – Szilágyi Jakab,
- tagok – Czirják Sándor, Simon János, Ambrus Miklós, Köllő László, Domokos Péter, Csata Emil és Erőss Vencel. Ebben a testületben már az RMDSZ is képviseltette magát 3 képviselővel.

### 1992
1992. február 9. – Első közvetlen helyhatósági választások: Február 9-én nem sikerült polgármestert választani, mivel az akkori törvény értelmében, a választáson részt-vevők szavazatának abszolút többségét (50% + 1) vették figyelembe, beleértve az érvénytelen szavazatokat is. Ezért történhetett meg, hogy sem Sövér Antal (RMDSZ), sem Vaszi István (független) nem érte el az abszolút többséget (50% + 1) az érvénytelen szavazatok miatt, és ezért új választásokra került sor a polgármestert illetően (2008. május 3.).
Eredmény és mandátumok
- Független lista – 1248 szavazat / 51,63% (7 mandátum): Bede László, Csiki László, Domokos András (alpolgármesterré választották és 1992. május 12-től helyette Csata István), Benedek Árpád, Kosután György, Madarász László, Szilágyi M. András;
- RMDSZ lista – 1169 szavazat / 48,37% (6 mandátum): Dr. Fülöp László, Szilágyi Vilmos, Domokos Árpád, Király Miklós, Bartalis Albert, Ifj. Szilágyi Jakab (összeférhetetlenség megszűnt a mandátuma és 1994. május 26.-tól helyette Dr. Borboly István). A helyi tanács Domokos Andrást választotta alpolgármesterré (Domokos András 10 szavazat, Bartalis Albert 3 szavazat).

Borsos Zsigmond (független) 1348 szavazat / 83,01% nyerte a választást, ő lett a polgármester.
A Megyei Tanács elnöke: Sántha Pál Vilmos; alelnök: Kolumbán Gábor és Minier Gábor

### 1996
1996. június 2. – Második közvetlen helyhatósági választások
Polgármester választása:
Ismét Borsos Zsigmond (független) 1682 szavazat / 82,65% nyerte.
Eredmény és mandátumok:
- RMDSZ lista 418 szavazat – 2 mandátum + 1 mandátum visszaosztással (Dr. Fülöp László-Levente / 1 mandátum, Dr. Borboly István – 1 mandátum, Szilágyi Vilmos – 1 mandátum visszaosztással; mandátumot nem szerzett RMDSZ-jelöltek sorrendben: Bartalis Albert, Mogyorós Margit, Szilágyi László /Honcsok, Szőcs Lajos, Király M. Árpád, Ambrus A. Árpád, Köllő Tamás, Benedek Péter, Székely Sándor /Marosparti, Domokos Árpád /Koszai, Bartalis Márton /Magyari utca, Lukács László; 1997 végén az RMDSZ-es tanácsosok kiléptek a testületből és a helyüket a listáról senki nem foglalta el)
- Bege Árpád (független) 653 szavazat – 1 mandátum
- Domokos András (független) 223 szavazat – 1 mandátum (összeférhetetlenség miatt később megszűnt a mandátuma)
- Vaszi István (független) 136 szavazat – 1 mandátum visszaosztással
- Borsos Sándor (független) 112 szavazat – 1 mandátum visszaosztással
- Deák Árpád (független) 110 szavazat – 1 mandátum visszaosztással
- Buzás András (független) 103 szavazat – 1 mandátum visszaosztással (alpolgármesterré választása miatt megszűnt a mandátuma)
- Csata Jenő (független) 77 szavazat – 1 mandátum visszaosztással
- Bartalis Imre (független) 56 szavazat – 1 mandátum visszaosztással
- Baróti Lajos (független) 42 szavazat – 1 mandátum visszaosztással
- Roma Párt lista 18 szavazat – 1 mandátum visszaosztással (1 mandátum visszaosztással: Rostás Rupi – nem tette le az esküt)

A helyi tanács Buzás Andrást (eredetileg Vaszi István, de ő egy hét után lemondott) választotta alpolgármesterré.
Eredmény Csomafalván:
- RMDSZ lista (a listán bejutó helyen szerepelt Borsos Géza-József) 1161 szavazat / 67,62%
- PUNR lista 115 szavazat / 6,70%

Megyei szinten a 37 mandátumból az RMDSZ lista 27-et és Pál-Katona Csaba (független) 1 mandátumot szerzett. A Megyei Tanács elnöke: Kolumbán Gábor; alelnökök: Minier Gábor és Zsombori Vilmos.

### 2000
2000. június 4. – Harmadik közvetlen helyhatósági választások
Előválasztás:
2000. április 30-án a helyi RMDSZ előválasztást szervezett, amelyen a 3644 választásra jogosult polgárból 2951 (80,98%) vett részt. Érvényes szavazat: 2888. Érvénytelen szavazat: 63. A választó a felsorolt jelöltekből legtöbb 13-at ikszelhetett ki.
Eredmény: 1) Dr. Fülöp László-Levente 2169 szavazat; 2) Csata Etele 2073; 3) Gergely László-Ferenc 1986
Eredmény és mandátum:
Dr. Fülöp László-Levente (RMDSZ) 1766 szavazat / 72,29% (2003 júniusában összeférhetetlenség miatt lemondott, így közel egy évig a polgármesteri teendőket ideiglenesen Köllő Gábor alpolgármester látta el)
Bege Árpád a jelölési határidő lejárta előtt visszavonta független polgármesteri jelöltségét.
- RMDSZ lista 1182 szavazat – 11 mandátum + 1 visszaosztott mandátum (Dr. Fülöp László-Levente – lemondott a tanácsosi mandátumról mandátumról a polgármesteri mandátum javára, Csata Etele – 1 mandátum / a mandátum közepénél lemondott, Gergely László-Ferenc – 1 mandátum, Ambrus Albert-Árpád – 1 mandátum, Köllő Tamás – 1 mandátum, Baróti Attila – 1 mandátum / a mandátum közepénél lemondott, Bartalis Dávid – 1 mandátum, Czirják Sándor – 1 mandátum, Köllő Gábor – 1 mandátum, Köllő Endre – 1 mandátum, Márton László-Szilárd – 1 mandátum, Köllő Miklós – 1 mandátum, Király Miklós – 1 mandátum visszaosztásból; 2001 júniusában az új jogszabály szerint megszűnt Köllő Gábor alpolgármester tanácsosi mandátuma és helyét a lista következő helyezettje, Bege László vette át; az időközben lemondott tanácsosok helyettesítésére a listán még egy személy volt, Székely Sándor, de ő nem vállalta a mandátumot)

Madarász József a jelölési határidő lejárta előtt visszavonta független tanácsosi jelöltségét.
A helyi tanács Köllő Gábort választotta alpolgármesterré. A polgármester lemondását és az alpolgármester ideiglenes polgármesterré való választását követően, 2003. augusztusától Köllő Tamást választották alpolgármesterré.
Eredmény Csomafalván:
- RMDSZ lista (a listán 28. helyen szerepelt Borsos Géza-József) 1049 szavazat / 48,93%
- BORSOS ZSIGMOND (független) 781 szavazat / 36,43%

Megyei szinten a 37 mandátumból az RMDSZ lista 27, az ApR 6, az UPE 4 mandátumot szerzett. A Megyei Tanács elnöke: Zsombori Vilmos; alelnökök: Petres Sándor és Bunta Levente.

### 2004
2004. június 6. – Negyedik közvetlen helyhatósági választások
Előválasztás:
A 2004 áprilisában megszervezett RMDSZ-előválasztáson a következő eredmények születtek:
Polgármesterjelöltek: 1) Köllő Gábor; 2) Borsos Zsigmond
Tanácsosjelöltek: 1) Köllő Tamás 1083 szavazat; 2) Bartalis Dávid 867
Eredmény és mandátum:
- Barabás József (független) 1369 / 77,39%
- Köllő Gábor (RMDSZ) 400 / 22,61%
- RMDSZ lista 578 szavazat / 38,05% – 4 mandátum + 7 mandátum visszaosztással (Köllő Gábor – 1 mandátum, Köllő Tamás – 1 mandátum / alpolgármesterré választása miatt le kellett mondjon mandátumáról, Bartalis Dávid – 1 mandátum / alpolgármesterré választása miatt le kellett mondjon mandátumáról 2004 decemberében, Gergely László-Ferenc – 1 mandátum, Czirják Sándor – 1 mandátum visszaosztással, Köllő Endre – 1 mandátum visszaosztással / elveztette a mandátumát, Domokos András – 1 mandátum visszaosztással, Csala József – 1 mandátum visszaosztással, Király Miklós – 1 mandátum visszaosztással, Bege László – 1 mandátum visszaosztással, Szilágyi Ágnes – 1 mandátum visszaosztással / lemondott mandátumáról; Köllő Tamás alpolgármesterré választása után megszűnt tanácsosi mandátuma és helyét a lista következő helyezettje, Borsos Zsigmond vette át)
- Márton László-Szilárd (független) 496 szavazat / 32,65% – 1 mandátum (2006. június 1-jétől alpolgármester)
- Csala István (független) 445 szavazat / 29,30% – 1 mandátum

A helyi tanács Köllő Tamást választotta alpolgármesterré, aki 2004 júniusában összeférhetetlenség miatt (mellékgazdaság adminisztrátora) lemondott. Helyette Bartalis Dávidot választották, aki 2006 júniusában betegség miatt lemondott. A mandátum utolsó két évében az alpolgármester Márton László-Szilárd volt (mivel megváltozott a jogszabály, ő már nem kellett lemondjon tanácsosi mandátumáról).
A Magyar Polgári Szövetség listáit a bíróság országos szinten megsemmisítette. Csomafalván a következők szerepeltek az MPSZ-listán: Barabás József, Ambrus Csaba, Dr. Baróti Lajos, Ambrus Albert-Árpád, Jánosi-Borsos Attila, Ifj. Szilágyi Vilmos, Borsos Sándor, Csata Jenő, Erős Béla, Antal Teréz, Szász Ferenc, Fejér Miklós, Csata Levente, Zrínyi István és Csata Ernő. Miután végleges lett a bírósági döntés, hogy az MPSZ nem indulhat Ambrus Csaba, Ambrus Albert-Árpád és Jánosi-Borsos Attila függetlenül jelöltették magukat, de a határidő előtt egy nappal ezt visszavonták. Végül az MPSZ-listán szereplő személyek, Barabás József kivételével, a Német Demokrata Fórum színeiben tették le a jelölést, de a bíróság ezt a jelöltlistát is megsemmisítette, tehát ez a csapat nem tudott indulni a helyi választásokon.
Eredmény Csomafalván:
- RMDSZ lista 937 szavazat / 64,80%
- Beder Tibor (független) 131 szavazat / 9,06%
- PNL lista 94 szavazat / 6,50%
- PD lista 80 szavazat / 5,53%

Megyei szinten a 37 mandátumból az RMDSZ lista 22, a PSD lista 3, az AP lista 3, míg Beder Tibor (független) 1 mandátumot szerzett. A Megyei Tanács elnöke: Bunta Levente; alelnökök: Petres Sándor és Borboly Csaba.

### 2008
2008. június 1. – Ötödik közvetlen helyhatósági választások
Eredmény és mandátum:
- Márton László-Szilárd (RMDSZ) 1050 / 67,14%
- Rokaly Attila (MPP) 514 / 32,86%
- RMDSZ lista 742 szavazat / 49,30% – 6 mandátum + 1 mandátum visszaosztással (Márton László-Szilárd – lemondott a tanácsosi mandátumról mandátumról a polgármesteri mandátum javára, Benedek Árpád – 1 mandátum, Mogyorós László – 1 mandátum, Jánosi-Borsos Attila – 1 mandátum, Czirják Sándor – 1 mandátum, Köllő Gábor – 1 mandátum, Kedves-Tamás Antal – 1 mandátum, Gergely László-Ferenc – 1 mandátum visszaosztással, Péter László, Csiki Emília, Csala József, Borsos Attila, Csata Jenő – nem szereztek mandátumot)
- MPP lista 640 szavazat / 42,52% – 6 mandátum (Rokaly Attila – 1 mandátum, Szász Ferenc – 1 mandátum, Orbán Vilmos – 1 mandátum, Csata Emil-Csaba – 1 mandátum, Székely Levente – 1 mandátum, Borsos Sándor – 1 mandátum, Péter István, Erős Béla, Székely Álmos-Szilveszter, Székely István, Csata Levente, Gagyi Teréz, Ifj. Szilágyi Vilmos – nem szereztek mandátumot)
- Csala István (független) 86 szavazat / 5,71% – nem szerzett mandátumot

A helyi tanács Jánosi-Borsos Attilát (7 szavazat) választotta alpolgármesterré Rokaly Attilával szemben (6 szavazat).
Eredmény Csomafalván:
- SZÁSZ JENŐ (MPP) 1038 szavazat / 66,37%
- BORBOLY CSABA (RMDSZ) 514 szavazat / 32,86% – választott megyei tanácselnök

Megyei tanács választása (a választás csomafalvi eredményei):
Eredmény Csomafalván:
- MPP lista 900 szavazat / 60,32%
- RMDSZ lista 550 szavazat / 36,86%

Megyei szinten a 37 mandátumból az RMDSZ lista (az elnökkel együtt) 19, az MPP lista 10, a PSD 2 mandátumot szerzett. A Megyei Tanács elnöke: Borboly Csaba; alelnökök: Petres Sándor és Sófalvi László.

## Látnivalók
- A régi fakápolna helyén 1726-ban kis templom, majd 1875 és 1879 között a mai neogótikus nagy templom épült fel.
- A Várhegyen a hagyomány szerint egykor vár állott.
- A falu borvízkútjairól híres, azt tartják, itt minden ásónyomra borvíz tör fel.
- A határában emelkedő Délhegy (1694 m) csúcsáról festői kilátás nyílik.
- Köllő Miklós Kossuth Lajos-szobra, melynek eredetije 1899–1919 között Marosvásárhely főterén állt. A pontos mását 2001 novemberében állították fel az alkotó szülőfalujában.
- Szent István Kardja – a templomkertben áll a Millenniumi Emlékmű, melyet 2000-ben, a Szent Istváni államalapítás évfordulóján állítottak fel.
- Borsos Miklós Emlékház
- Felső-Nyírkerti Borvízfürdő

## Híres emberek
- Itt született 1861-ben Köllő Miklós szobrászművész, számos nevezetes szobor alkotója.
- Innen származott Borsos Miklós szobrászművész családja is.
- Itt született Köllő Ignácz (1859–1942), törvényszéki bíró, Maros-Torda vármegye alispánja, miniszteri tanácsos.
- Itt született 1933-ban Madarász Antal földrajzi szakíró, a földrajztudományok doktora.
- Itt született Szász Lőrinc nyelvtudományi és szótáríró 1935. augusztus 23-án.

## Testvértelepülések
- Baktalórántháza (Magyarország, Szabolcs-Szatmár-Bereg megye)
- Dány (Magyarország, Pest megye)
- Erdőbénye (Magyarország, Borsod-Abaúj-Zemplén megye)
- Heves város (Magyarország, Heves megye)
- Lukanénye / Nenince (Szlovákia / Felvidék, Besztercebányai kerület, Nagykürtösi járás)
- Ráckeve város (Magyarország, Pest megye)
- Tóthfalu / Totovo Selo (Szerbia / Délvidék,  Vajdaság autonóm tartomány, Észak-Bánsági régió, Magyarkanizsa község)
- Dömsöd (Magyarország, Pest megye)